# Amari Spievey
(en) Statistiques sur pro-football-reference
Amari Spievey (né le 15 avril 1988 à Middletown) est un joueur américain de football américain.

## Lycée
Spievey étudie à la Xavier High School où il joue comme defensive back et running back, finissant sa carrière avec 3606 yards et cinquante touchdowns. En défense, il fait quatre-vingt-sept tacles pour seize interceptions dont deux qu'il retourne en touchdown. Il est nommé joueur de l'année de l'État du Connecticut en 2005 au niveau lycéen. Néanmoins, le site de recrutement Rivals.com le classe deux étoiles.

## Carrière

### Université
Il commence ses études au Iowa Central Community College. Il est transféré plus tard à l'université de l'Iowa. En 2007, il remporte le titre de All-American au niveau universitaire et en 2008, il figure dans la seconde équipe de la saison de la conférence Big Ten par les entraineurs de la conférence. Lors de sa dernière saison, il est nommé dans l'équipe de la saison pour la conférence par les entraineurs et Sporting News.
Le 11 janvier 2010, il annonce qu'il s'inscrit au draft de la NFL 2010.

### Professionnel
Amari Spievey est sélectionné au troisième tour du draft de la NFL de 2010 par les Lions de Detroit au soixante-sixième choix. Pour sa première saison en professionnel (rookie), Spievey joue tous les matchs de la saison (dont neuf comme titulaire), effectuant deux interceptions, trois passes déviées et trente-trois tacles.